# Manuela Velasco
Manuela Velasco Diéz (Madrid, 23 oktober 1975) is een Spaans film- en televisieactrice. Zij kreeg voor haar hoofdrol in de horrorfilm [REC] een Goya Award voor beste nieuwe actrice en de prijs voor beste actrice op het Filmfestival van Sitges. Velasco werkt ook als televisiepresentatrice.
De Spaanse komt uit een familie voor wie het filmwereldje geen onbekend terrein is. Haar vader Manuel Velasco is cinematograaf terwijl haar tante Concha Velasco sinds 1954 in films en televisieseries speelt. Van 2014 tot 2016 speelde ze de rol van Cristina Otegui in de serie Velvet, die ook bij ons te zien is op Netflix. 

## Filmografie
- [REC]4 (2014)
- [REC]² (2009)
- Hienas (2009)
- El ratón Pérez 2 (2008)
- Sangre de mayo (2008)
- [REC] (2007)
- El club de los suicidas (2007)
- Atraco a las 3... y media (2003)
- Sant'Antonio di Padova (2002, televisiefilm)
- Gente pez (2001)
- School Killer (2001)
- Comunicación (2001)
- Camino de Santiago (miniserie)|Camino de Santiago (1999, miniserie)
- El juego más divertido (1988)
- La ley del deseo (1987)
- Los desastres de la guerra (1983, miniserie)

- Biblioteca Nacional de España: XX4924853
- Bibliothèque nationale de France: cb158477836 (data)
- Catàleg d'autoritats de noms i títols de Catalunya: 981058507726206706
- Gemeinsame Normdatei: 14006026X
- International Standard Name Identifier: 0000 0001 2121 1550
- Library of Congress Control Number: no2010132849
- Nederlandse Thesaurus van Auteursnamen: 314148906
- Système universitaire de documentation: 129515221
- Virtual International Authority File: 12640075
- WorldCat: E39PBJdh4ffGgmpgyqRJx3gtKd